# 夜はこれから (TBSラジオ)
夜はこれから（よるはこれから）はTBSラジオで1986年度～1992年度の平日のナイターオフ期間中に放送していたワイド番組。

## 概要
『夜はこれから』の枠としての放送時間は一律して月曜～金曜 18:00 - 19:00。後枠、19:00から放送されていた番組『ザ・ヒットパレード』は当番組のパーソナリティーが引き続き担当した番組であり、実質的に当番組は『ザ・ヒットパレード』の前座的な番組であった。番組表によっては、『ザ・ヒットパレード』の枠を含んで21:00まで『夜はこれから』の枠としてくくっていたものもあった。
18時台は1時間枠内に内包番組が2 - 3本存在し、ブロックワイドの形式であった。

## パーソナリティー
（）
1986年度
- 浦口直樹（月・火）
- 生島ヒロシ（水 - 金）

1987年度
- 林正浩（月・火）
- 浦口直樹、立花理佐（水）
- 林美雄（木・金）

1988年度
- 林正浩（月・火）
- 宮沢隆（水）
- 山田二郎（木・金）

1989年度
- 林正浩（月・火）
- 小島一慶（水・木）
- 金曜は林、小島が隔週で出演

1990年度
- 林正浩（月・火）
- 林美雄（水・木）
- 関谷浩至・千堂あきほ（金）

1991年度
- 林正浩（月・火）
- 林美雄（水・木）
- 笑福亭笑瓶・酒井ゆきえ（金）

1992年度
- 向井政生（月・金）
- 戸崎貴広（火）
- 林美雄（水・木）
- 加藤紀子（金）

1993年度
- 戸崎貴広（月）
- 林正浩（火・水）
- 向井政生（木）
- 松宮一彦（金）

## 内包番組
（）
1986年度
- ビューティフルミュージック
- 沢口靖子の気分はシェイプアップ
- スバルリラックスタイム～楠田枝里子のラジオギャラリー
- 山際淳司のザ・スピリッツ
- 読売スポーツ情報
- ここでたっぷり交通情報

1987年度
- ビューティフルミュージック
- 秋野暢子の全日本なんでもカウントダウン
- 楠田枝里子のラジオギャラリー
- 江守徹のバラ色の人生
- 読売スポーツ情報
- ここでたっぷり交通情報

1988年度
- ビューティフルミュージック
- 松下賢次のハロー!スポーツ
- カウントダウン日本（秋野暢子）
- 江守徹のカーテンコール
- 読売スポーツ情報
- ここでたっぷり交通情報

1989年度
- ビューティフルミュージック
- 共石ハロー!ベースボール
- クマヒラ木村太郎のワンダーランド
- 小遊三のそれゆけ辛口ラジオ
- 読売スポーツ情報
- ここでたっぷり交通情報

1990年度
- ビューティフルミュージック
- 衣笠祥雄のほっとひといき
- 木村太郎のワンダーランド
- 小遊三のそれゆけ辛口ラジオ
- 読売スポーツ情報
- ここでたっぷり交通情報

1991年度
- ビューティフルミュージック
- 衣笠祥雄のほっとひといき
- 野沢那智の歴史タイムトラベル
- 原田知世ときめきブレイク
- 読売スポーツ情報
- ここでたっぷり交通情報

1992年
- ビューティフルミュージック
- ハロー!スポーツ
- 野沢那智の新世界文学全集
- 相原勇・人生の達人
- 読売スポーツ情報
- ここでたっぷり交通情報

1993年
- ビューティフルミュージック
- 嶌と勇の明快!シマダス
- 手塚治虫ワンダーランド～ブラックジャック
- これからヒット情報
- ここでたっぷり交通情報